# Polypodiodes subamoena
Polypodiodes subamoena là một loài thực vật có mạch trong họ Polypodiaceae. Loài này được (C.B. Clarke) Ching miêu tả khoa học đầu tiên năm 1978.